# Ротинян, Левон Александрович
Левон Александрович Ротинян (арм. Լևոն Ալեքսանդրի Ռոտինյան; 22 мая (3 июня) 1879, Тифлис, Российская империя — 30 декабря 1964 года, Ереван, СССР) — советский учёный, доктор химических наук (1955 год), профессор (1925 год).

## Биография
Левон Ротинян родился в уездном городе Тифлисе Российской империи (ныне город Тбилиси, Грузия) 22 мая (3 июня) 1879. В 1903 году окончил естественное отделение физико-математического факультета Императорского Санкт-Петербургского университета (ныне Санкт-Петербургский государственный университет).
Левон Александрович Ротинян был учеником академика Владимира Александровича Кистяковского. На протяжении 14 лет Ротинян работал на кафедре химии и теоретической электрохимии Ленинградского политехнического института (ныне Санкт-Петербургский политехнический университет Петра Великого). В 1904—1907 годах был командирован для научной работы в Германию.
В 1918—1920 годах Левон Ротинян в качестве доцента работал в области неорганической химии в университете Тбилиси. В 1923 году был приглашен преподавать в Ереванский государственный университет. В 1925 году Ротиняну было присвоено звание профессора. С 1930 года перешел на работу в Ереванский политехнический институт (ныне Национальный политехнический университет Армении), где преподавал до 1938 года. С 1935 по 1938 год состоял в должности члена президиума Армянского филиала Академии наук СССР.
Был арестован 16 июня 1938 года органами НКВД по обвинению в участии в контрреволюционной дашнакской организации и с 1938 по 1946 год находился под арестом. Близким другом Ротиняна был Леон Абгарович Орбели, который ходатайствовал о реабилитации Левона Александровича по просьбе дочери Ротиняна — Лусик.
После освобождения, до 1948 года, являлся профессором неорганической химии Сельскохозяйственного института города Кировобад (ныне Азербайджанский государственный аграрный университет), а с 1948 по 1953 год преподавал в Чувашском сельскохозяйственном институте в городе Чебоксары. В 1953 году вернулся в Армению, где в 1957—1960 годах работал в НИИ Совнаркома Армении. В 1955 году, представлением Института общей и неорганической химии АН СССР, ВАК СССР присудила Ротиняну учёную степень доктора химических наук, без защиты диссертации.
Умер 30 декабря 1964 года в Ереване.

## Семья
Сын Левона Александровича, Александр Леонович — видный советский электрохимик.

## Работы
Автор более 30 научных трудов. Левон Александрович работал в области физической и неорганической химии. Совместно с Ф. Э. Дрейером Л. А. был автором первого в России Учебника-руководства практикумом физической химии, значительно отличавшегося от ранее известных курсов этого предмета (Фаянса-Вюста, Рэйла-Рэйли).
Уточнил связь теплоты растворения с молекулярным весом веществ, на основании чего В. А. Кистяковским было предложено новое уравнение этих параметров (взамен ранее известного уравнения Трутона).
Широкую известность получило исследование Ротиняна о вязкости расплавленной серы, послужившее Оствальду В. Ф. одной из экспериментальных предпосылок при создании теории структурной вязкости.
Запасы каменного сырья в Армении требовали создания промышленности литья камня. В 1934—1938 годах Ротинян совместно со своими учениками (М. Г. Манвеляном, Ф. Г. Арутюняном, А. В. Абрамяном и др.) провели обширные исследования по определению условий кристаллизации плавленых базальтовых отливок, позволившие уменьшить трудности, возникающие при их усадке, выполнили исследования, которые способствовали созданию и развитию в Армении медной и цементной промышленности, а также производства карбидов.

## Награды
- Заслуженный деятель науки и техники Армянской ССР[3][4]